# Tabernanthe iboga
Tabernanthe iboga, el iboga, es un arbusto perteneciente a la familia de las Apocynaceae (antes asignada a asclepiadáceas)

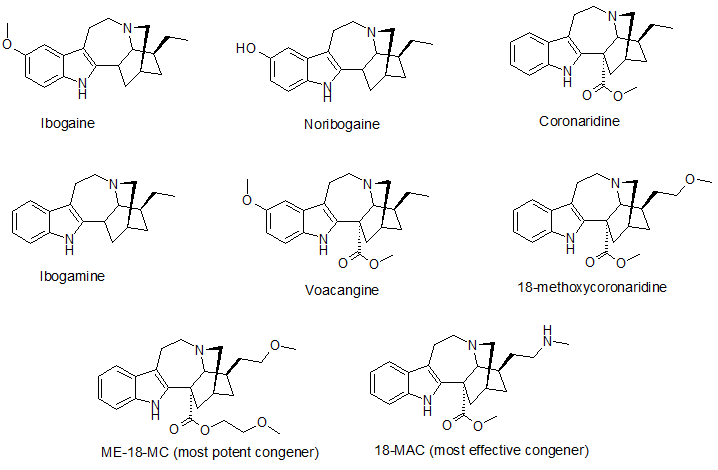
Alcaloides que se encuentran en la planta

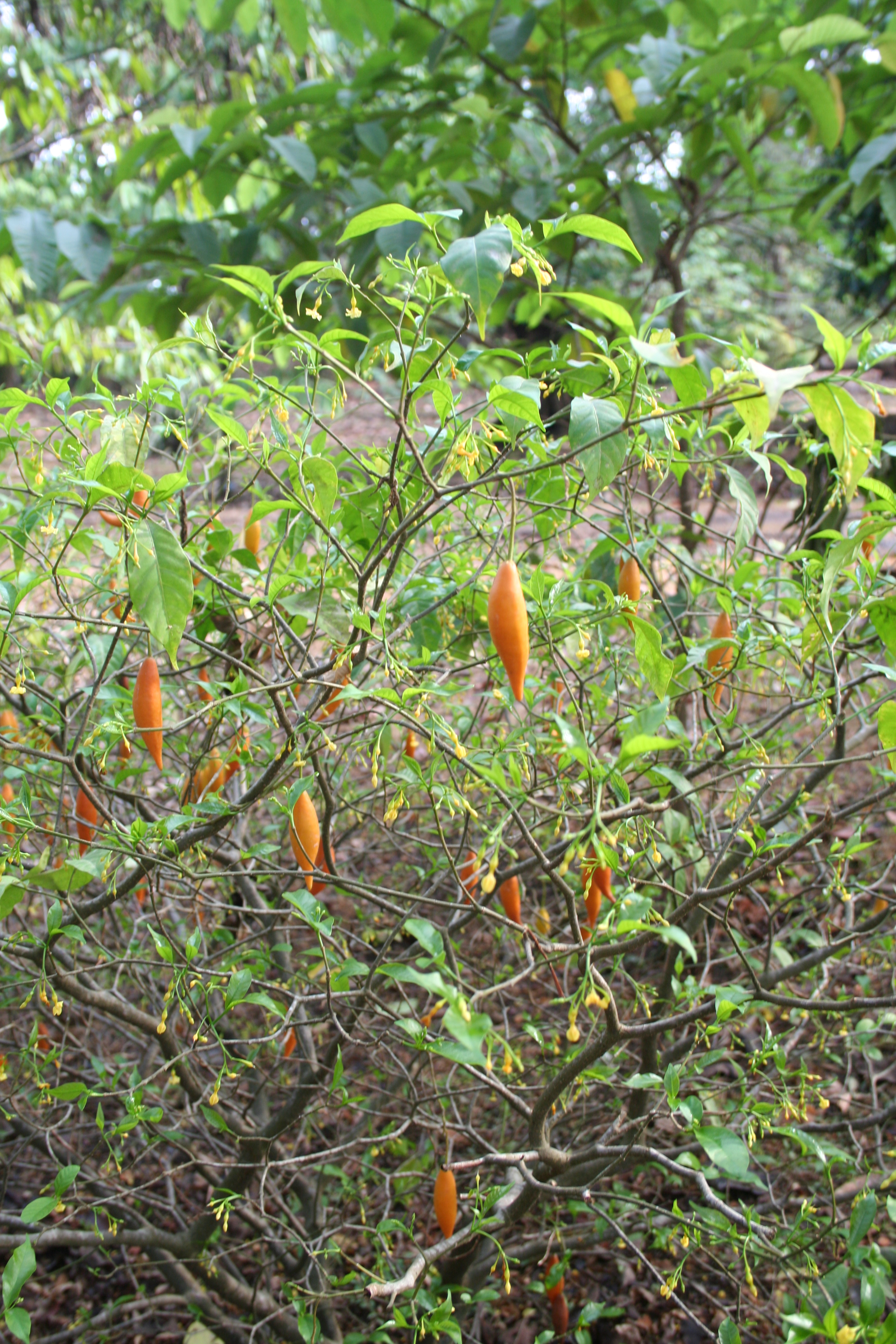
Vista de la planta

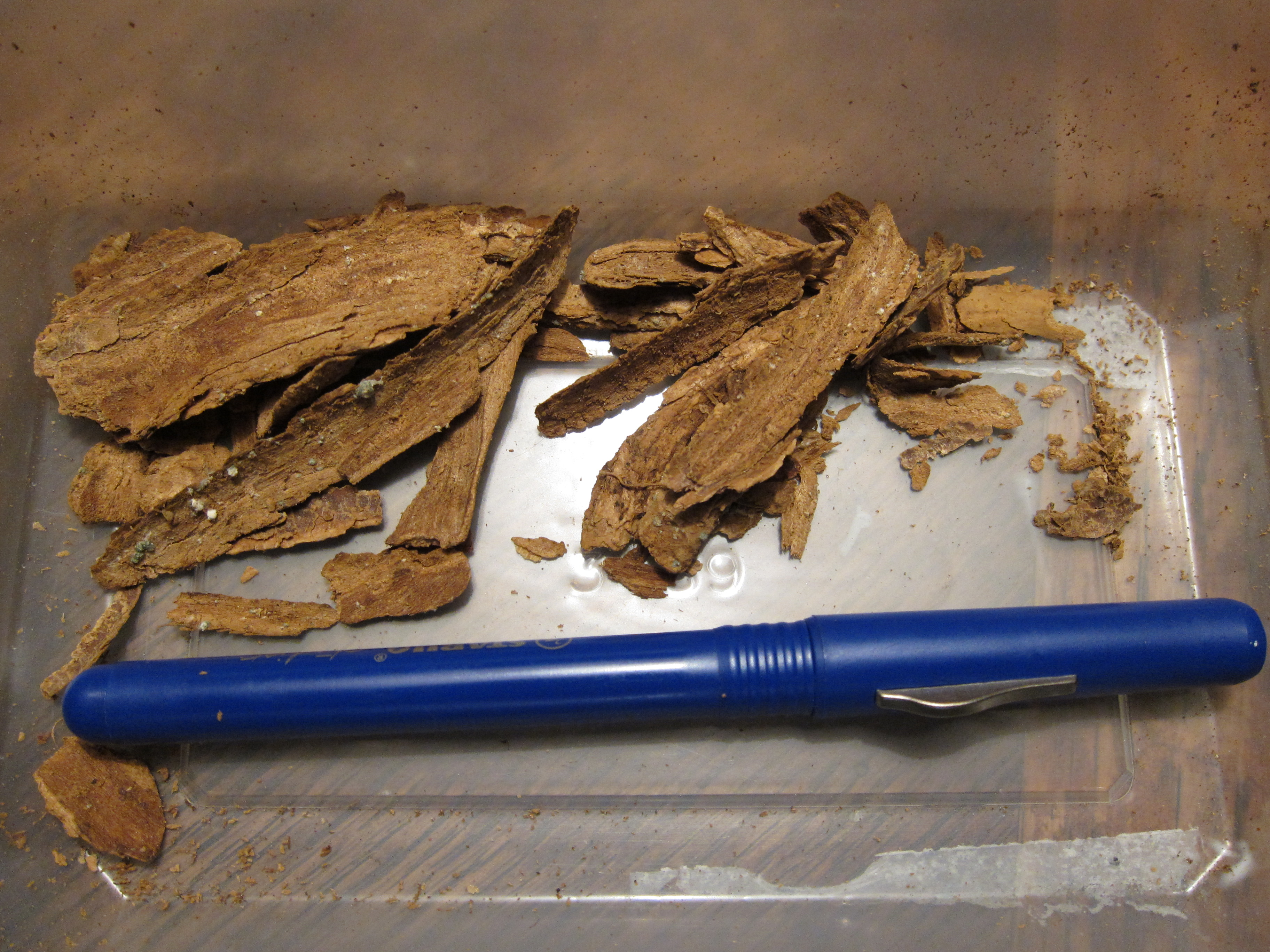
Corteza de T. iboga.

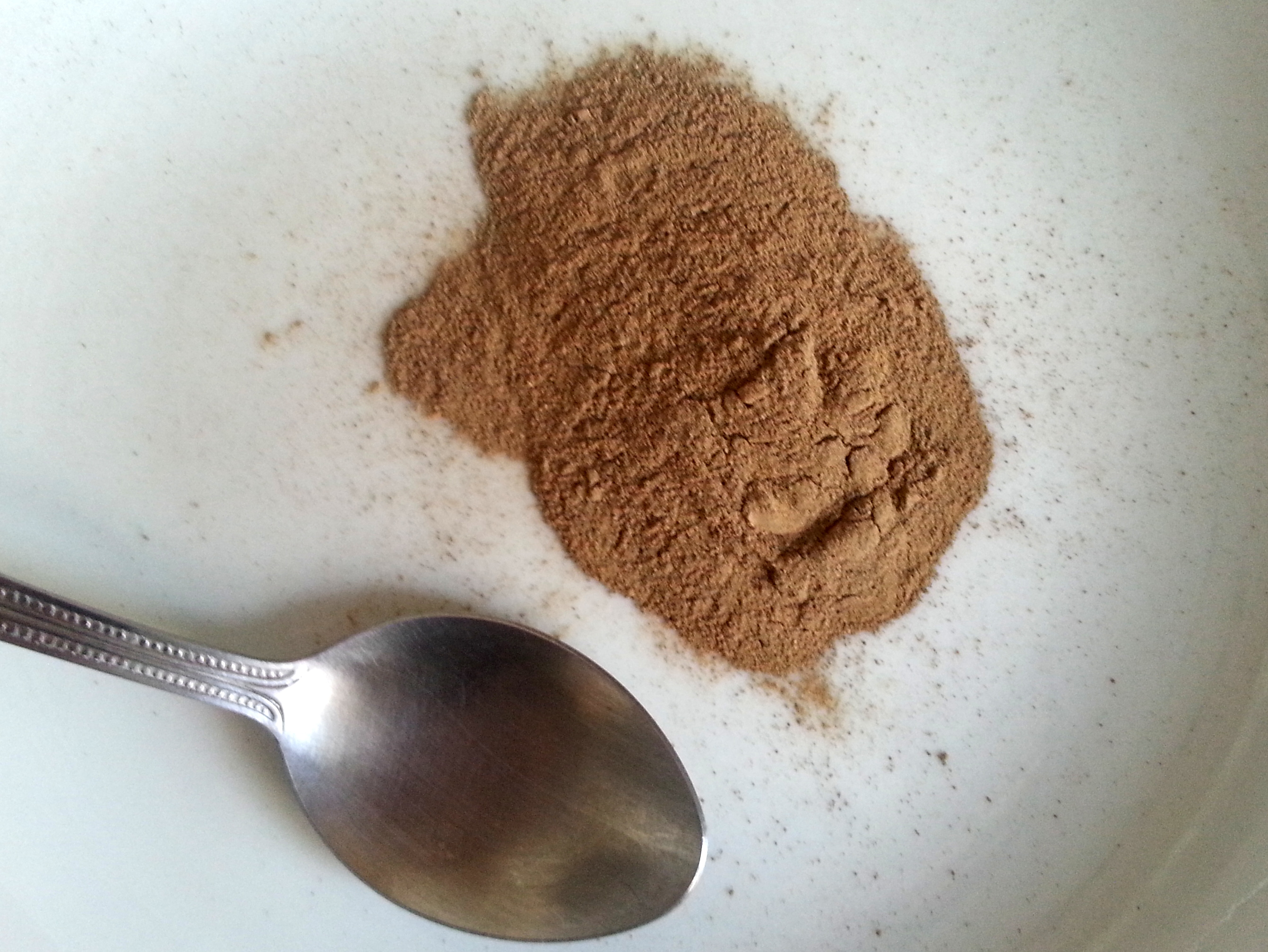
Corteza pulverizada (para uso medicinal) de T. iboga.

. 

## Descripción
Es un arbusto que alcanza hasta los 1,5 metros, tiene un látex copioso, blanco y de olor desagradable. Las hojas son opuestas y estrechas, generalmente de 9 a 10 cm de ancho y de un color verde-amarillo en el haz. Las flores son pequeñas, vistosas con pétalos curvos, crecen con grupos de 5 a 12 flores y tienen una corola con forma de tubo, se hace más ancha en la boca. Son de color amarillo, rosas o blancas con manchas rosa. El fruto es ovoide, con la punta de un amarillo anaranjado y se presenta a pares, pueden llegar a ser grandes como aceitunas.

## Distribución
Es originario de África ecuatorial. Cultivado en suelos frescos y húmedos en Río Muni. Se encuentra en los bosques de Gabón, Congo y el oeste de África. 

## Propiedades
Se utiliza para disminuir la sed y el hambre en condiciones de trabajo extremas. La corteza de la raíz tiene efectos estimulantes y alucinógenos, por lo que es utilizada en rituales, por ejemplo en el culto Bwiti.
Las raíces contienen varios alcaloides indólicos:
- Ibogaína, estimulante del sistema nervioso central. En pequeñas cantidades es un estimulante, en cambio a dosis mayores provoca alucinaciones. Se ha propuesto su uso para el tratamiento de la dependencia a los opiáceos y la cocaína.  Dosis elevadas pueden provocar parálisis e incluso parálisis respiratoria, y puede inducir la degeneración de las células de Purkinje.[3]
- Ibogamina, tabernantina, voacangina y coronaridina.[3]

La raíz seca contiene entre el 1 y el 2,5 % de alcaloides, mientras que en la corteza sola su riqueza aumenta hasta un 5 a 6 %.
Es útil en terapias de deshabituación, ya que mitiga la compulsión a tomar la droga hacia la que existe adicción.

## Taxonomía
Tabernanthe iboga  fue descrita por Henri Ernest Baillon y publicado en Bulletin Mensuel de la Société Linnéenne de Paris 1: 783. 1889.
Sinonimia
- Iboga vateriana Braun-Blanq. & K.Schum, Mitt. Deutsch. Schutzgeb. 2: 157 (1889).
- Tabernanthe albiflora Stapf, Bull. Misc. Inform. Kew 1898: 305 (1898).
- Tabernanthe tenuiflora Stapf, Bull. Misc. Inform. Kew 1898: 305 (1898).
- Tabernanthe bocca Stapf in D.Oliver & auct. suc. (eds.), Fl. Trop. Afr. 4(1): 122 (1902).
- Tabernanthe mannii Stapf in D.Oliver & auct. suc. (eds.), Fl. Trop. Afr. 4(1): 123 (1902).
- Tabernanthe subsessilis Stapf in D.Oliver & auct. suc. (eds.), Fl. Trop. Afr. 4(1): 123 (1902).
- Tabernanthe pubescens Pichon, Bull. Mus. Natl. Hist. Nat., II, 25: 637 (1954).[6]